# Luís Müller
Luís Müller (født 14. februar 1961) er en tidligere brasiliansk fodboldspiller.
Han har spillet for flere forskellige klubber i sin karriere, herunder Gamba Osaka.